# Annabelle Davis
Annabelle Davis (nacida el 28 de marzo de 1997) es una actriz inglesa. Interpretó a Sasha Bellman en la serie de CBBC The Dumping Ground del 2015 al 2022 y, a partir del 2023, interpretará a Lacey Lloyd en la telenovela Hollyoaks de Channel 4. Es hija del actor y presentador de televisión Warwick Davis y Samantha Davis.

## Biografía
Annabelle es la hija de Warwick Davis y Samantha Davis. Ella tiene un hermano menor llamado Harrison y sus hermanos mayores, Lloyd y George, quienes murieron en la infancia. La actriz heredó la displasia espondiloepifisaria congénita de su padre. Annabelle asistió a la Academia Sawtry Village, donde obtuvo calificaciones de A en Medios, Textiles, Arte y TI. En junio de 2018, se anunció a Davis como nuevo patrocinador del Servicio de asesoramiento para jóvenes "YPCS"; YPCS ha creado 'The Annabelle Davis Centre', su primer centro comunitario.
En 2011, Davis apareció en Harry Potter y las Reliquias de la Muerte - Parte 2 como un duende travieso. Luego se unió a la serie de CBBC The Dumping Ground como Sasha Bellman en 2015. Repitió el papel de Sasha en la serie derivada The Dumping Ground: I'm..., una serie de episodios web. También ha aparecido en dos películas de Star Wars junto a su padre. En 2022, después de que se emitió su última aparición en The Dumping Ground , se anunció que Davis había sido elegida como Lacey Lloyd en la telenovela Hollyoaks de Channel 4 . Está programada para hacer su aparición debut en 2023.

## Filmografía
| Año        | Título                                              | Personaje       | Observaciones               |
| ---------- | --------------------------------------------------- | --------------- | --------------------------- |
| 2011       | Harry Potter y las reliquias de la Muerte: parte 2  | Naughty Goblin  | Extra                       |
| 2013       | Jack the Giant Slayer                               | Pantomime Extra | Sin crédito                 |
| 2015       | Modern Times                                        | Ella misma      | Documental                  |
| 2015       | Piers Morgan's Life Stories                         | Ella misma      | Documental                  |
| 2015       | Star Wars: Episodio VII - El despertar de la Fuerza | Criaturas       |                             |
| 2015–2022  | The Dumping Ground                                  | Sasha Bellman   | Personaje habitual          |
| 2016, 2021 | The Dumping Ground: I'm...                          | Sasha Bellman   | Invitada                    |
| 2017       | Saturday Mash-Up!                                   | Ella misma      | Invitada                    |
| 2017       | Star Wars: Episodio VIII - Los últimos Jedi         | Dodibin         |                             |
| 2022       | Willow                                              | Mims            | Episodio: "The High Aldwin" |
| 2023       | Hollyoaks                                           | Lacey Lloyd     | Personaje habitual          |

## Premios
| Año  | Premio                                    | Categoría         | Trabajo            | Resultado | Ref.   |
| ---- | ----------------------------------------- | ----------------- | ------------------ | --------- | ------ |
| 2018 | Royal Television Society NTEB Awards 2018 | Actuación del año | The Dumping Ground | Ganó      | [ 12 ] |